# 曲背蛤属
曲背蛤属（学名：Scambula）为厚蛤科的一个属。

## 物种
本属包括以下物种：
- Crassatellites psychopterus (Dall, 1903)
- Scambula perplana (Conrad, 1869)